# PSD Bank Karlsruhe-Neustadt

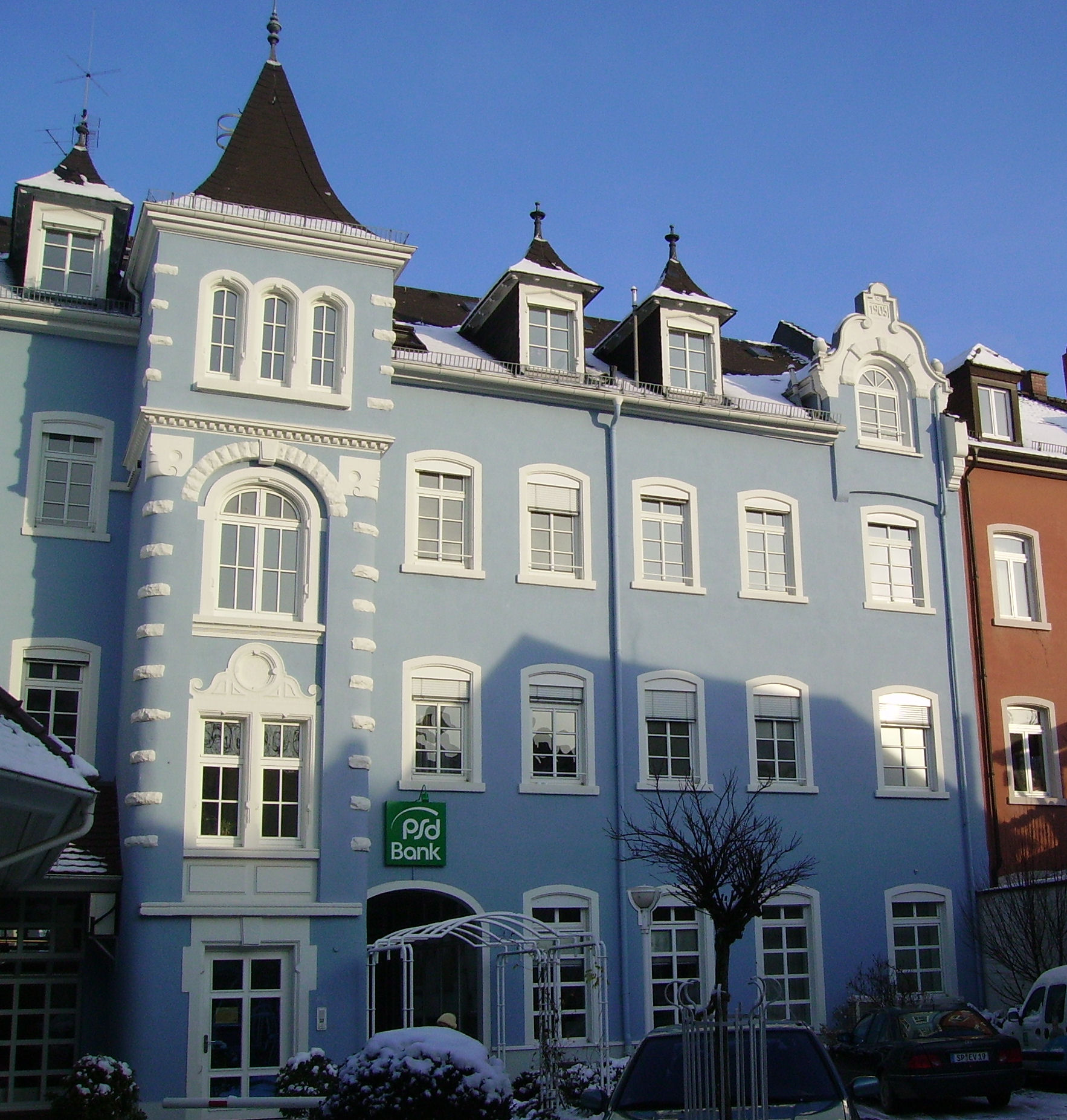
Filiale in Speyer

Die PSD Bank Karlsruhe-Neustadt eG ist eine deutsche genossenschaftliche beratende Direktbank für Privatkunden mit Sitz in der baden-württembergischen kreisfreien Stadt Karlsruhe.

## Geschichte
Die genossenschaftliche PSD-Bankengruppe fand ihren Ursprung vor über 150 Jahren in den damaligen Post-, Spar- und Darlehensvereinen. Im Jahre 1872 regte das Kaiserliche Generalpostamt die Gründung von Spar- und Vorschussvereinen für die Postbeamten an. Im selben Jahr wurden die Post-, Spar- und Darlehensvereine, die heutigen PSD Banken, gegründet. Bis zur Privatisierung der Deutschen Bundespost in den 90er Jahren mussten die PSD-Banken nicht auf dem freien Finanzmarkt auftreten; Kunden und Mitglieder waren allesamt Postbeschäftigte und deren Familienangehörigen.
Der damalige Post-, Spar- und Darlehnsverein Karlsruhe firmierte im Jahr 1998 um in PSD Bank Karlsruhe eG bei gleichzeitiger Rechtsformänderung in eine Genossenschaft. Seit 1999 befindet sich der Hauptsitz in einem Neubau am Mendelssohnplatz in Karlsruhe.
Die PSD Bank Karlsruhe eG fusionierte im Jahr 2000 mit dem PSD Bank Neustadt an der Weinstraße mit dem Sitz in Neustadt an der Weinstraße zur heutigen PSD Bank Karlsruhe-Neustadt eG mit Sitz in Karlsruhe.
Der ehemalige PSD Bank Neustadt an der Weinstraße entstand 1997 aus dem ursprünglichen Post-, Spar- und Darlehnsverein Neustadt an der Weinstraße.

## Rechtsverhältnisse
Die PSD Bank Karlsruhe-Neustadt eG ist im Genossenschaftsregister beim Amtsgericht Karlsruhe unter GnR 100095 eingetragen.

## Organisationsstruktur
Rechtsgrundlagen sind das Genossenschaftsgesetz und die durch die Vertreterversammlung beschlossene Satzung. Organe der Bank sind der Vorstand, der Aufsichtsrat und die Vertreterversammlung.

## Sicherungseinrichtung
Die PSD Bank Karlsruhe-Neustadt eG ist der amtlich anerkannten Sicherungseinrichtung des Bundesverbandes der Deutschen Volksbanken und Raiffeisenbanken GmbH und der zusätzlichen freiwilligen Sicherungseinrichtung des Bundesverbandes der Deutschen Volksbanken und Raiffeisenbanken e.V. angeschlossen.

## Geschäftsausrichtung
Die PSD Bank Karlsruhe-Neustadt eG betreibt das Universalbankgeschäft. Im Verbundgeschäft arbeitet sie mit der DZ Bank, R+V Versicherung, Bausparkasse Schwäbisch Hall und der Union Investment zusammen.
Die PSD Bank Karlsruhe-Neustadt eG gehört der PSD Bankengruppe an. Als eine der zwölf selbständigen PSD Banken ist sie Mitglied im Bundesverband der Deutschen Volksbanken und Raiffeisenbanken e.V. (BVR).

## Soziales
2003 initiierte die Bank die Stiftung Aufwind, die soziale Projekte fördert sowie einen Kindergarten in Karlsruhe betreibt. Darüber hinaus ist die Bank Partner der Rhein-Neckar-Löwen und anderen Sportvereinen aus dem eigenen Geschäftsgebiet.

## Geschäftsgebiet
Ihr Geschäftsgebiet umfasst die Pfalz und Nordbaden.
An diesen Orten betreibt die Bank Filialen:
- Karlsruhe (Hauptstelle, jur. Sitz)
- Speyer (Geschäftsstelle)
- Mosbach (Beratungsbüro)